# Britzer Kultur
Die Britzer Kultur ist eine archäologische Kultur der Jungsteinzeit. Sie ist eine jüngere Stufe der östlichen Trichterbecherkultur und war im letzten Viertel des 4. Jahrtausends v. Chr. im Gebiet von Oder, Havel und Warthe verbreitet. Benannt wurde sie nach dem Berliner Ortsteil Britz, wo Carl Umbreit bei Ausgrabungen im Jahr 1937 Keramik einer eigenständigen Kultur entdeckte.
Charakteristisch für diese Kultur sind weitgehend unverzierte Krüge, Terrinen, Schüsseln verschiedener Profilierung sowie Zwei- und Vierhenkelamphoren. Eine Besonderheit stellen schwarze, meist streifige Bemalungen sowie Krüge mit engem Hals bzw. Tassen mit zwei nebeneinander stehenden Bandhenkeln dar, die nach ihrem Erstfundort bei Rhinow im Landkreis Havelland auch als Rhinower Krüge bezeichnet wurden. Zur allgemeinen Ausrüstung gehörten Felsgesteinbeile und querschneidige Feuersteinpfeilspitzen. Es wird angenommen, dass die Menschen das Kupfer kannten.